# Estación de Es Caülls
Es Caülls, anteriormente denominada Festival Park, es un apeadero ferroviario perteneciente a la red de Servicios Ferroviarios de Mallorca (SFM). Está situado en el término municipal de Marrachí, cerca de la salida nueve de la Ma-13. Fue inaugurado en el año 2007 para dar servicio al centro comercial Festival Park contiguo, así como a la urbanización Es Caülls, la cual da nombre a la estación. Cuenta con servicios de cercanías, atendidos por SFM.

## Servicios ferroviarios
La estación se sitúa en el punto kilométrico 9,473 de la línea férrea de ancho métrico Palma-Manacor, a 89 metros de altitud. El tramo es de vía doble y está electrificado a 1500 V en CC.

## Historia
Inaugurada en enero de 2007, El 16 de febrero de 2012 se inauguró la electrificación de la línea. Finalmente, el 24 de febrero de 2012 se concluyeron las obras de electrificación entre Palma y Empalme, dando paso a unidades eléctricas de la serie 81 de SFM para cubrir este trayecto. Se realizaban en la estación de Empalme los necesarios trasbordos a unidades diésel de la serie 61 hasta La Puebla y Manacor, hasta que se completó totalmente la electrificación de la red el 8 de enero de 2019.

## La estación
No pertenece a las estaciones originales de la línea. Tiene acceso por la salida 8 de la autopista Ma-13. La estación consta de dos vías con dos andenes laterales interconectados a partir de un paso superior, que dispone de rampa de acceso. Dichos andenes están cubiertos parcialmente por una elevada estructura. En 2022 la estación fue rehabilitada, con reparación de las cubiertas afectadas por la corrosión y el óxido.

## Servicios ferroviarios
La estación forma parte de las líneas de la red de Servicios Ferroviarios de Mallorca (SFM). El servicio se presta con trenes eléctricos de la serie 81 de SFM, fabricados por CAF.
El horario de frecuencias de la estación puede consultarse en la siguiente página. En general, hay una frecuencia mínima de diez minutos hacia Palma en laborables y hasta de treinta minutos hacia Palma en sábados y festivos. Los tiempos de paso aumentan en las conexiones con La Puebla y Manacor, pudiendo llegar en algún momento a ser superior a la hora. Algunos de los servicios, especialmente de la T2, no efectúan paradas intermedias entre Marrachí y Palma. Estos trenes se conocen como Inca Express y acortan tiempos de viaje. Este servicio se presta con unidades eléctricas de piso bajo de la serie 91 de SFM.
| procedencia/destino | < estación | Línea      | estación >  | destino/procedencia |
| ------------------- | ---------- | ---------- | ----------- | ------------------- |
| Palma de Mallorca   | Marrachí   | [ nota 1 ] | Santa María | Inca                |
| Palma de Mallorca   | Marrachí   |            | Santa María | La Puebla           |
| Palma de Mallorca   | Marrachí   |            | Santa María | Manacor             |